# Josef Posipal
Josef Posipal   (Lugoj, 20 de juny de 1927 - Hamburg, 21 de febrer de 1997) fou un futbolista alemany de la dècada de 1950.
Fou 32 cops internacional amb la selecció alemanya amb la qual participà en la Copa del Món de futbol de 1954. Pel que fa a clubs, defensà els colors de SV Arminia Hannover, i Hamburger SV.